# Australische Frauen-Cricket-Nationalmannschaft in Indien in der Saison 2022/23
Die Tour der australischen Frauen-Cricket-Nationalmannschaft nach Indien in der Saison 2022/23 fand vom 9. bis zum 20. Dezember 2022 statt. Die internationale Cricket-Tour war Bestandteil der Internationalen Cricket-Saison 2022/23 und umfasste fünf WTwenty20s. Australien gewann die Serie 4–1.

## Vorgeschichte
Für beide Mannschaften war es die erste Tour der Saison. Das letzte Aufeinandertreffen der beiden Mannschaften bei einer Tour fand in der Saison 2021/22 in Australien statt.

## Stadion
Das folgende Stadion wurde für die Austragung der Tour ausgewählt.
| Stadion           | Stadt       | Kapazität | Spiele       |
| ----------------- | ----------- | --------- | ------------ |
| Brabourne Stadium | Mumbai      | 25.000    | 3. – 5. WT20 |
| DY Patil Stadium  | Navi Mumbai | 55.000    | 1. & 2. WT20 |

## Kaderlisten
Australien benannte seinen Kader am 21. November 2022. Pakistan benannte seine Kader am 2. Dezember 2022.
| WTwenty20 | WTwenty20 |
| Indien | Australien |
| --- | --- |
| - Harmanpreet Kaur (K) - Smriti Mandhana (VK) - Yastika Bhatia (wk) - Harleen Deol - Rajeshwari Gayakwad - Richa Ghosh (wk) - Sabbhineni Meghana - Jemimah Rodrigues - Anjali Sarvani - Deepti Sharma - Meghna Singh - Renuka Singh - Devika Vaidya - Shafali Verma - Radha Yadav | - Alyssa Healy (K, wk) - Tahlia McGrath (VK) - Darcie Brown - Nicola Carey - Ashleigh Gardner - Kim Garth - Heather Graham - Grace Harris - Jess Jonassen - Alana King - Phoebe Litchfield - Beth Mooney (wk) - Ellyse Perry - Megan Schutt - Annabel Sutherland - Amanda-Jade Wellington |

## Women’s Twenty20 Internationals

### Erstes WTwenty20 in Navi Mumbai
| 9. Dezember Scorecard | Navi Mumbai | Indien 172-5 (20)                | – | Australien 173-1 (18.1) |
|                       |             | Australien gewinnt mit 9 Wickets |   |                         |

Australien gewann den Münzwurf und entschied sich als Feldmannschaft zu beginnen. Für Indien bildeten Shafali Verma und Smriti Mandhana eine erste Partnerschaft. Verma schied nach 21 Runs aus und wurde durch Harmanpreet Kaur ersetzt. Daraufhin verlor Mandhana ihr Wicket nach 28 Runs und wurde gefolgt durch Devika Vaidya. Nachdem Kaur nach 21 Runs ausgeschieden war, konnte Richa Ghosh 36 Runs erzielen, bevor Vaidya zusammen mit Deepti Sharma das Innings ungeschlagen beendete. Sharma erzielte dabei 36* Runs und Vaidya 25* Runs. Beste australische Bowlerin war Ellyse Perry mit 2 Wickets für 10 Runs. Für Australien bildeten die Eröffnungs-Batterinnen Beth Mooney und Alyssa Healy eine Partnerschaft. Healy schied nach 37 Runs aus und Mooney konnte dann zusammen mit Tahlia McGrath die Vorgabe im vorletzten Over einholen. Mooney erzielte dabei ein Fifty über 89* Runs und McGrath 40* Runs. Das indische Wicket erzielte dabei Devika Vaidya. Als Spielerin des Spiels wurde Beth Mooney ausgezeichnet.

### Zweites WTwenty20 in Navi Mumbai
| 11. Dezember Scorecard | Navi Mumbai | Australien 187-1 (20) / 16/1 (1)            | – | Indien 187-5 (20) / 20/1 (1) |
|                        |             | Unentschieden (Indien gewann im Super Over) |   |                              |

Indien gewann den Münzwurf und entschied sich als Feldmannschaft zu beginnen. Für Australien begannen die Eröffnungs-Batterinnen Alyssa Healy und Beth Mooney mit einer Partnerschaft. Healy schied nach 25 Runs aus und wurde durch Tahlia McGrath ersetzt. Mooney und McGrath beendeten dann das Innings ungeschlagen, wobei Mooney ein Fifty über 82 Runs und McGrath über 70 Runs erzielte. Das indische Wicket erzielte Deepti Sharma. Für Indien bildeten Smriti Mandhana und Shafali Verma eine erste Partnerschaft. Verma schied nach 34 Runs aus und wurde durch Harmanpreet Kaur ersetzt, die 21 Runs erzielte. Kurz darauf schied nach Mandhana nach einem Fifty über 79 Runs aus. Daraufhin bildeten Richa Ghosh und Devika Vaidya eine Partnerschaft und beendeten das Innings ungeschlagen und erzielten damit die gleiche Run-Zahl wie die Australierinnen. Ghosh erzielte dabei 26* und Vaidya 11* Runs. Beste australische Bowlerin war Heather Graham mit 3 Wickets für 22 Runs. Im Super Over konnte Indien 20 Runs erzielen, während Australien nur 16 gelangen. Als Spielerin des Spiels wurde Smriti Mandhana ausgezeichnet.

### Drittes WTwenty20 in Mumbai
| 14. Dezember Scorecard | Mumbai | Australien 172-8 (20)          | – | Indien 151-7 (20) |
|                        |        | Australien gewinnt mit 21 Runs |   |                   |

Indien gewann den Münzwurf und entschied sich als Feldmannschaft zu beginnen. Für Australien bildete die Eröffnungs-Batterin Beth Mooney zusammen mit der vierten Schlagfrau Ellyse Perry eine Partnerschaft. Mooney schied nach 30 runs aus und an der Seite von Perry etablierte sich Grace Harris. Perry verlor nach einem Fifty über 75 Runs ihr Wicket und Harris schied nach 41 Runs aus. Die verbliebenen Batterinnen konnten die Vorgabe auf 173 Runs erhöhen. Vier indische Bowlerinnen erzielten jeweils zwei Wickets: Devika Vaidya (für 22 Runs), Renuka Singh (für 24 Runs), Anjali Sarvani (für 34 Runs) und Deepti Sharma (für 40 Runs). Für Indien bildete die Eröffnungs-Batterin Shafali Verma zusammen mit der dritten Schlagfrau Jemimah Rodrigues eine Partnerschaft. Rodrigues schied nach 16 Runs aus und wurde gefolgt durch Harmanpreet Kaur. Nachdem Verma nach einem Fifty über 52 Runs ihr Wicket verloren hatte, fand Kaur mit Deepti Sharma eine weitere Partnerin. Kaur verlor nach 37 Runs ihr Wicket, während Sharma ungeschlagen das innings nach 25* Runs beendete, was jedoch nicht ausreichte, um die Vorgabe einzuholen. Beste australische Bowlerinnen waren Darcie Brown mit 2 Wickets für 19 Runs und Ashleigh Gardner mit 2 Wickets für 21 Runs. Als Spielerin des Spiels wurde Ellyse Perry ausgezeichnet.

### Viertes WTwenty20 in Mumbai
| 17. Dezember Scorecard | Mumbai | Australien 188-3 (20)         | – | Indien 181 (20) |
|                        |        | Australien gewinnt mit 7 Runs |   |                 |

Indien gewann den Münzwurf und entschied sich als Feldmannschaft zu beginnen. Für Australien bildete Eröffnungs-Batterin Alyssa Healy zusammen mit der vierten Schlagfrau Ashleigh Gardner eine Partnerschaft. Healy musste nach 30 Runs verletzt ausscheiden und wurde durch Ellyse Perry ersetzt. Nachdem Gardner nach 42 Runs ausgeschieden war, folgte ihr Grace Harris, die zusammen mit Perry das Innings ungeschlagen beendete. Perry erreichte dabei ein Fifty über 72* Runs, Harris 27* Runs. Beste indische Bowlerin war Deepti Sharma mit 2 Wickets für 35 Runs. Für Indien bildeten die Eröffnungs-Batterinnen Smriti Mandhana und Shafali Verma eine erste Partnerschaft. Mandhana schied nach 16 und Verma nach 20 Runs aus. Ihnen folgte eine Partnerschaft zwischen Harmanpreet Kaur und Devika Vaidya. Kaur erreichte 46 Runs und wurde gefolgt von Richa Ghosh. Vaidya schied daraufhin nach 32 Runs aus und neben Ghosh konnte Deepti Sharma das Innings ungeschlagen beenden. Ghish erzielte dabei 40* Runs und Sharma 12* Runs, was jedoch nicht zum einholen der Vorgabe ausreichte. Beste australische Bowlerinnen waren Ashleigh Gardner mit 2 Wickets für 20 Runs und Alana King mit 2 Wickets für 23 Runs. Als Spielerin des Spiels wurde Ashleigh Gardner ausgezeichnet.

### Fünftes WTwenty20 in Mumbai
| 20. Dezember Scorecard | Mumbai | Australien 196-4 (20)          | – | Indien 142 (20) |
|                        |        | Australien gewinnt mit 54 Runs |   |                 |

Indien gewann den Münzwurf und entschied sich als Feldmannschaft zu beginnen. Für Australien bildeten die Eröffnungs-Batterin Phoebe Litchfield und die dritte Schlagfrau Tahlia McGrath eine Partnerschaft. Litchfield schied nach 11 Runs aus und wurde durch Ellyse Perry ersetzt. McGrath erreichte dann 26 und Perry 18 Runs, bevor Ashleigh Gardner und Grace Harris eine Partnerschaft bildeten und zusammen 129* Runs erzielten. Am Ende des Innings hatte Gardner ein Fifty über 66* Runs und Harris über 64* Runs erreicht. Die vier indischen Wickets wurden durch vier verschiedene Bowlerinnen erzielt. Für Indien konnten Shafali Verma und Harleen Deol eine erste Partnerschaft bilden. Verma schied nach 13 Runs aus und Deol nach 24 Runs. Nachdem Harmanpreet Kaur 12 und Richa Ghosh 10 Runs erzielten konnte sich Deepti Sharma etablieren. An ihrer Seite erreichte Devika Vaidya 11 Runs, bevor Sharma das letzte Wicket mit dem letzten Ball nach einem Fifty über 53 Runs verlor. Beste australische Bowlerin war Heather Graham mit 4 Wickets für 8 Runs, die unter anderem ein Hattrick erzielte. Als Spielerin des Spiels wurde Ashleigh Gardner ausgezeichnet.

## Auszeichnungen

### Player of the Series
Als Player of the Series wurden der folgende Spieler ausgezeichnet.
| Serie | Player of the Series |
| ----- | -------------------- |
| WT20  | Ashleigh Gardner     |

### Player of the Match
Als Player of the Match wurden die folgenden Spielerinnen ausgezeichnet.
| Spiel   | Player of the Match |
| ------- | ------------------- |
| 1. WT20 | Beth Mooney         |
| 2. WT20 | Smriti Mandhana     |
| 3. WT20 | Ellyse Perry        |
| 4. WT20 | Ashleigh Gardner    |
| 5. WT20 | Ashleigh Gardner    |